# Heinrich Vitzdamm
Heinrich Vitzdamm (* 29. Februar 1892 in Stralsund; † 23. Februar 1975 in Wennigsen (Deister)) war ein deutscher SS-Oberführer, Leiter der Staatspolizeistellen in Magdeburg und Königsberg sowie Polizeipräsident in Halle (Saale) und Gleiwitz.

## Leben
Der einer alten evangelischen Beamtenfamilie entstammende Vitzdamm hatte 1910 die Reifeprüfung bestanden und anschließend in Halle und Leipzig Germanistik, Volkskunde und Staatswissenschaft studiert. 1914 wurde er an der Universität Leipzig zum Dr. rer. pol. promoviert und nahm anschließend als Soldat am Ersten Weltkrieg teil, wobei er 1915 aus gesundheitlichen Gründen aus dem Deutschen Heer entlassen wurde. Während seines Studiums wurde er 1910 Mitglied der Burschenschaft Suevia Leipzig.
Zunächst in der freien Wirtschaft tätig, trat Vitzdamm im Oktober 1922 in den preußischen Staatsdienst ein. Anschließend arbeitete er bei verschiedenen Dezernaten der Regierungsbezirke Gumbinnen, Potsdam, Arnsberg, Stralsund und Stettin. Vitzdamm gehörte seit 1927 der Deutschen Volkspartei (DVP) an und trat am 1. Mai 1933 in die NSDAP (Mitgliedsnummer 2.652.889) ein.
Im Jahr 1933 führte Vitzdamms Berufsweg erstmals in die Provinz Sachsen – er übernahm vom 21. August bis 2. November die Leitung des zum Polizeipräsidium Weißenfels gehörenden Polizeiamtes Merseburg. Danach fungierte er bis 31. Dezember 1934 als stellvertretender Polizeipräsident in Stettin. Im Februar 1935 entschied sich Vitzdamm für den Wechsel zur Geheimen Staatspolizei. Das Geheime Staatspolizeiamt übertrug ihm mit Wirkung vom 15. Februar 1935 die Leitung der Staatspolizeistelle Magdeburg. Gleichzeitig stellte er am 21. Februar 1935 einen SS-Aufnahmeantrag (Mitgliedsnummer 107.410) – das Beitrittsdatum wurde auf den 1. Januar zurückdatiert.
Vitzdamm blieb nicht lange in Magdeburg. Bereits am 9. März 1936 versetzte ihn das Geheime Staatspolizeiamt als Staatspolizeistellenleiter nach Königsberg. Im November 1939 (mit Wirkung vom 18. Oktober) kam Vitzdamm ein drittes Mal in die Provinz Sachsen, um zunächst stellvertretend, vom 14. August 1940 endgültig das Amt des Halleschen Polizeipräsidenten zu übernehmen. Mit Wirkung vom 28. Juni 1943 übte er die gleiche Funktion in Gleiwitz aus, und zwar bis zur Flucht vor der anrückenden Roten Armee am 24. Januar 1945. Gleichzeitig war er Führer des SD-Leitabschnitts Kattowitz. Da Vitzdamm „in weltanschaulicher Hinsicht gefestigt und […] persönlich wie haltungsmäßig ein einwandfreier SS-Führer“ war, wurde er in der SS trotz seiner konfessionellen Bindung – er trat erst im April 1940 aus der evangelischen Kirche aus – und der früheren DVP-Mitgliedschaft mehrfach befördert: Über die Stationen unter anderem eines Oberscharführers, Obersturmbannführers und Standartenführers wurde Vitzdamm schließlich am 21. Juni 1944 zum SS-Oberführer befördert.
Nach 1945 lebte Vitzdamm in der Region Hannover. Sein Name taucht zwar ab 1946 in Ermittlungsakten zahlreicher bundesdeutscher Staatsanwaltschaften im Zusammenhang mit Verbrechen gegen die Menschlichkeit auf, doch vernahmen ihn diese stets als Zeugen, nie als Beschuldigten. Er selber bestritt, jemals in irgendeiner Weise an solchen Verbrechen beteiligt gewesen zu sein.